# Ordem de Santiago
A Ordem Militar de Santiago é uma ordem religiosa militar de origem castelhano-leonesa instituída por Afonso VIII de Castela e aprovada pelo Papa Alexandre III, mediante bula papal outorgada em 5 de julho de 1175. A Ordem foi fundada com o propósito de lutar contra os invasores muçulmanos na Hespanha, bem como proteger os peregrinos do Caminho de Santiago.

## História
A ordem foi fundada por volta de 1164, sob a denominação de Fratres de Cáceres,[carece de fontes?] tendo alterado para Ordem de Santiago em 1 de agosto de 1170, quando, após encontro com o arcebispo de Santiago de Compostela, colocaram-se sob a vassalagem do Apóstolo Santiago.
Embora tenha sido fundada no reino que veio a ser posteriormente Espanha, mais precisamente em Castela, mais tarde veio a ser desmembrada, a pedido do rei Dom Dinis em 1288, e atendido pelo papa Nicolau IV, para ser considerada como ordem portuguesa. Contudo, a bula do papa Nicolau IV obrigava os cavaleiros portugueses prestarem obediência ao mestrado de Castela. Em 1320, o papa João XXII determinou a separação definitiva da ramificação portuguesa da castelhana.

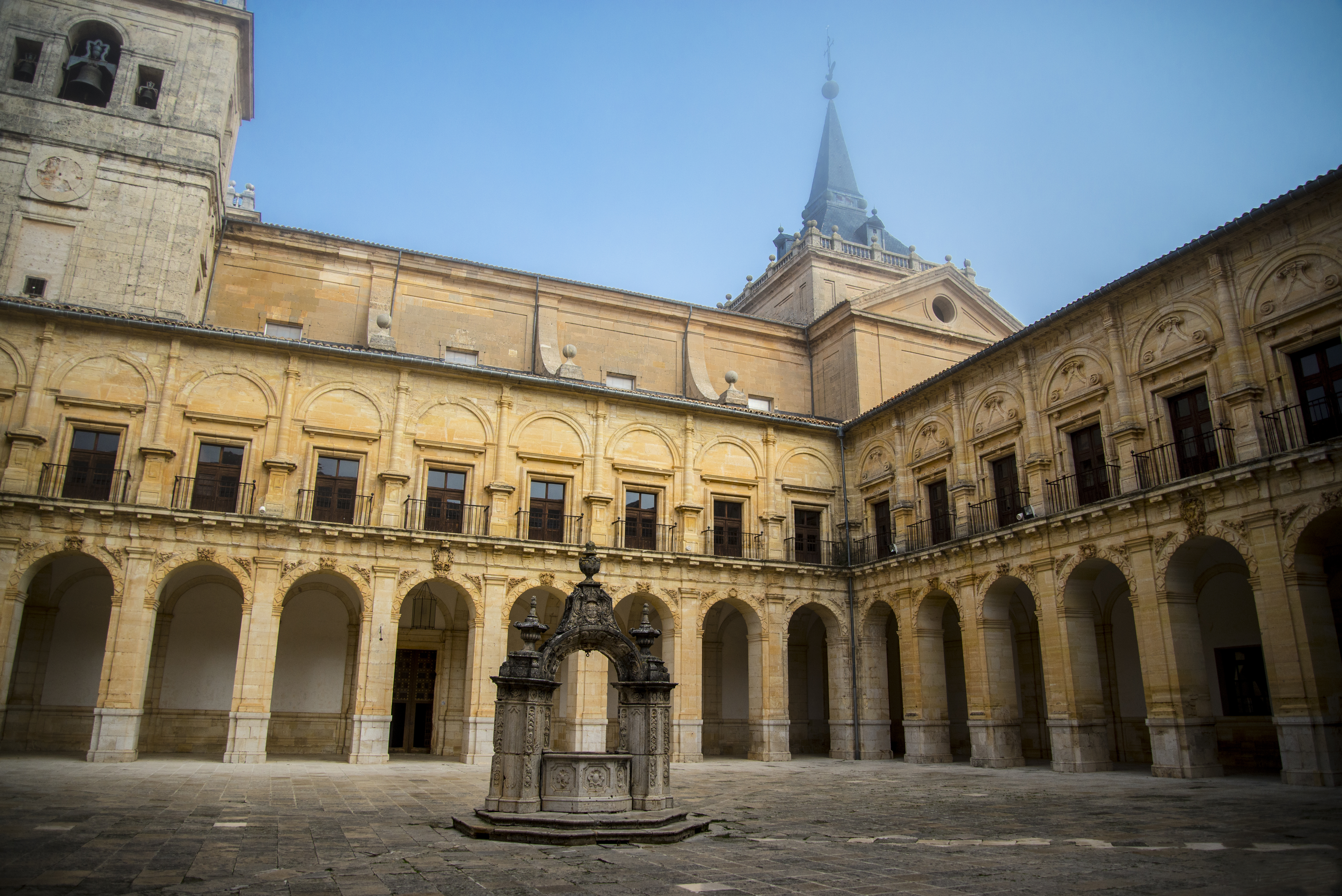
Mosteiro de Uclés, primeira sede da Ordem

A milícia, então emergente, começou a ganhar adeptos, entre eles, Fernando II de Leão, que lhes concedeu a vila de Cáceres. Em 3 de janeiro de 1174, o rei Afonso VIII deu a cidade castelhana de Uclés aos cavaleiros, onde estabeleceram seu principal mosteiro.
A Ordem rapidamente chega a Portugal, por volta de 1172/1173, onde recebe a vila de Arruda, os castelos de Monsanto, Abrantes, seguindo-se a doação de Alcácer e Palmela.
Os Cavaleiros de Santiago, chamados Santiaguistas ou Espatários (por ser o seu símbolo uma espada em forma crucífera – ou uma cruz de forma espatária, dependendo do ponto de vista), fizeram votos de pobreza, de obediência e "castidade conjugal". Seguindo a regra de Santo Agostinho ao invés da de Cister, os seus membros não eram obrigados ao voto de castidade de per se, e podiam como tal contrair matrimónio (alguns dos seus fundadores eram casados).
Os Espatários participaram na reconquista de Teruel e Castellón e combateram na batalha de Navas de Tolosa (1212). Os monarcas, primeiro de Leão, depois de Castela, concederam-lhe inúmeros privilégios, para além de lhe darem a posse de extensas regiões, com o intuito de as repovoar, na Andaluzia e em Múrcia.

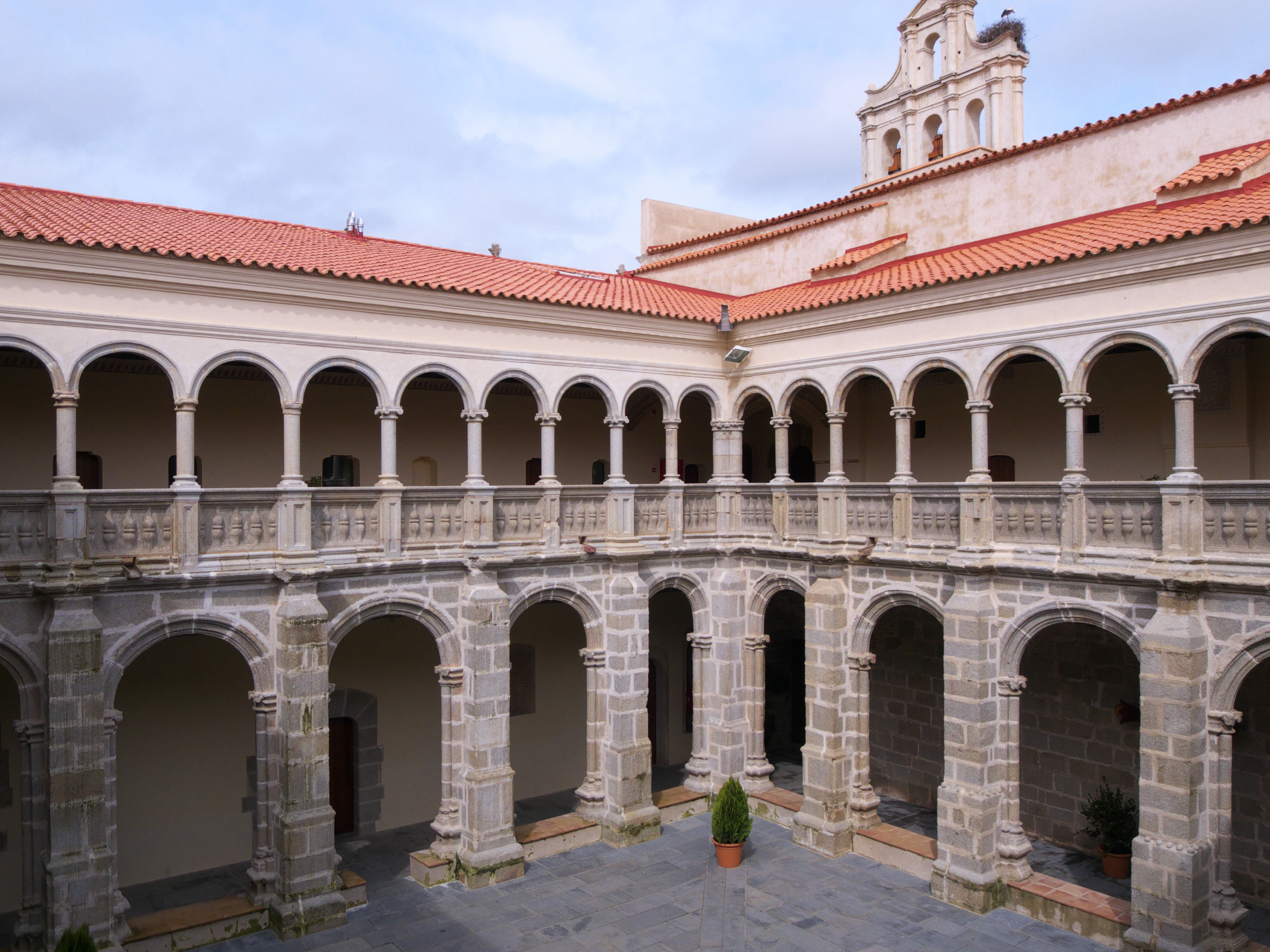
Convento santiaguista em Calera de León

Durante o século XV, a ordem transferiu o seu campo de actuação para a Serra Morena, e os seus mestres tomaram como residência a povoação de Llerena (Badajoz), proporcionando um grande crescimento na região. Por volta do ano 1493, a Ordem de Santiago possuía cerca 700 mil membros e uma renda anual de 60 mil ducados.
Com o passar do tempo e o fim da Reconquista, a Ordem de Santiago viu-se implicada nas lutas internas de Castela. Ao mesmo tempo, devido aos seus inúmeros bens, teve que, por várias vezes, sustentar as pretensões da Coroa. Por outro lado, sendo o cargo de Grão-Mestre de tamanha importância, eram frequentes as lutas entre grandes famílias para alcançar essa dignidade.
Devido a todos estes problemas, após a morte do Grão-Mestre Alonso de Cárdenas em 1493, os Reis Católicos pediram à Santa Sé que providenciasse uma forma de acabar com os problemas na administração da ordem, reservando para si mesmos o mestrado da ordem – medida que era ao mesmo tempo uma necessidade e uma recompensa pelos serviços prestados pelos reis de Castela e Aragão ao serviço da fé católica (em 1492 fora conquistado o último reduto muçulmano da Península Ibérica – Granada). Assim, por uma bula de 1493, o papa concedeu aquela dignidade aos Reis Católicos.
Após a morte de Fernando, o Católico, tornou-se grão-mestre da Ordem Carlos I de Espanha; volvidos sete anos, em 1523, o Papa Adriano VI uniu para sempre à coroa de Espanha os grão-mestrados das Ordens de Santiago, Calatrava e Alcântara, tornando-se este um mero título hereditário dos reis de Espanha. Até então, o Grão-Mestre de Santiago era eleito pelo Conselho dos Treze, assim chamado por estarem presentes treze cavaleiros designados de entre os governadores e comendadores provinciais da Ordem.

## A Ordem em Portugal

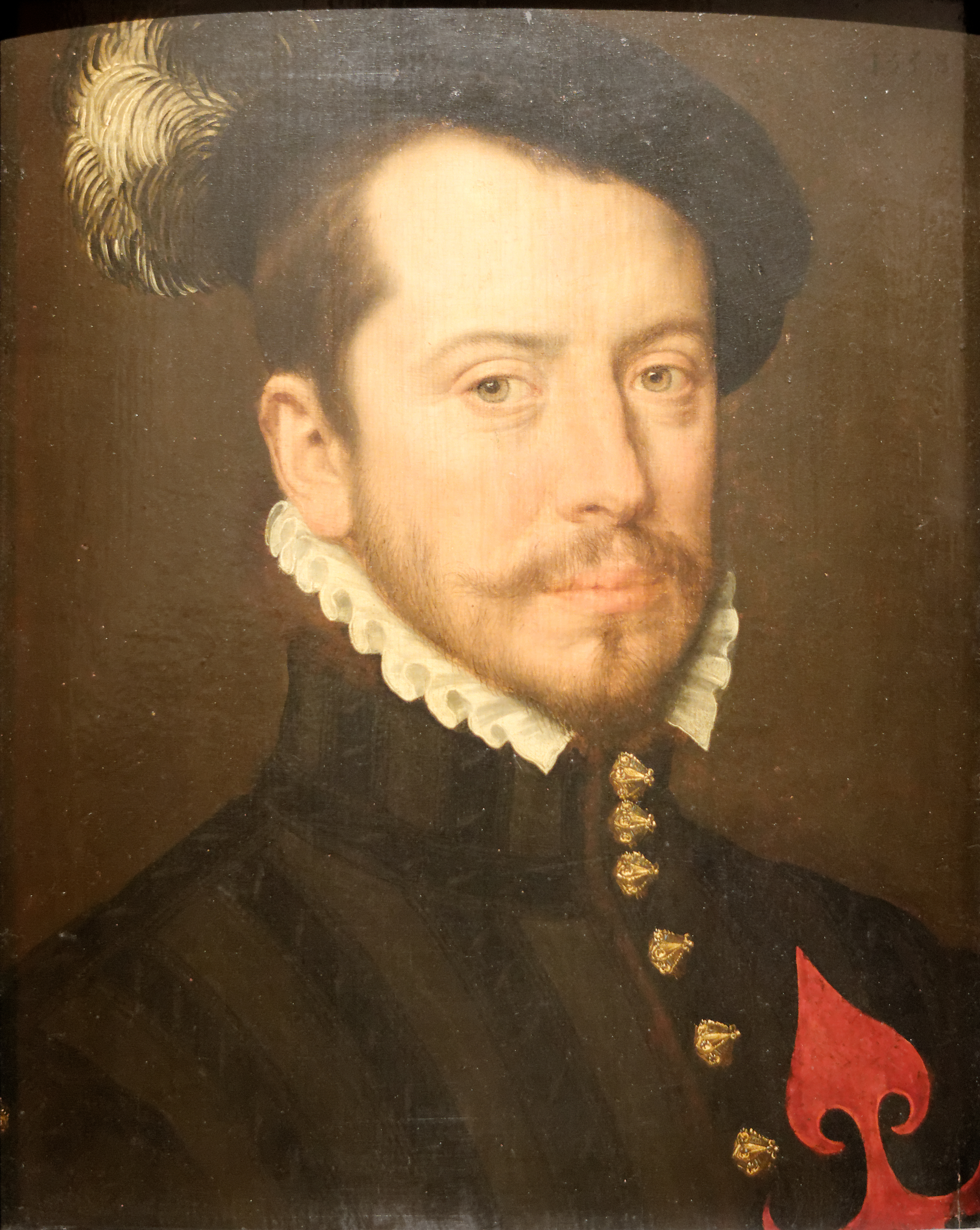
Retrato de um cavaleiro da Ordem. Obra de António Mouro

Em Portugal, a ordem começou também a actuar logo desde os seus primórdios, ainda em reinado de Afonso Henriques, mas só teve maior visibilidade a partir do reinado de Afonso II, e sobretudo, Sancho II. Detiveram como sedes o castelo de Palmela e, depois, o de Alcácer do Sal, que se tornou sede da província espatária portuguesa.
Foi mestre comendatário da Ordem em Alcácer o grande Paio Peres Correia, que acabaria por chegar a Grão-Mestre da Ordem, em Uclés, mas não sem antes ter dado um valoroso contributo para a reconquista de Portugal – as suas forças, muitas das vezes lideradas por ele pessoalmente, conquistaram, entre 1234 e 1242, grande parte do Baixo Alentejo e do Algarve (Mértola, Beja, Aljustrel, Almodôvar, Tavira, Castro Marim, Cacela ou Silves); foi também com o auxílio desta Ordem que Afonso III consumou a conquista do Algarve, em 1249, tomando os derradeiros redutos muçulmanos de Faro, Loulé, Albufeira e Aljezur.
Como recompensa, a Ordem foi agraciada, em territórios portugueses, com várias dessas terras do Alentejo e do Algarve, com a missão de as povoar e defender. A isso não é alheio, ainda hoje, o facto de muitas delas terem por orago Santiago Maior, e de nas suas armas figurar a cruz espatária.
Chamada, mais tarde, Ordem de Santiago da Espada, constituiu-se em ordem honorífica em Portugal, da qual o chefe do Estado português se constitui o Grão-Mestre.

## Grão-Mestres da Ordem de Santiago

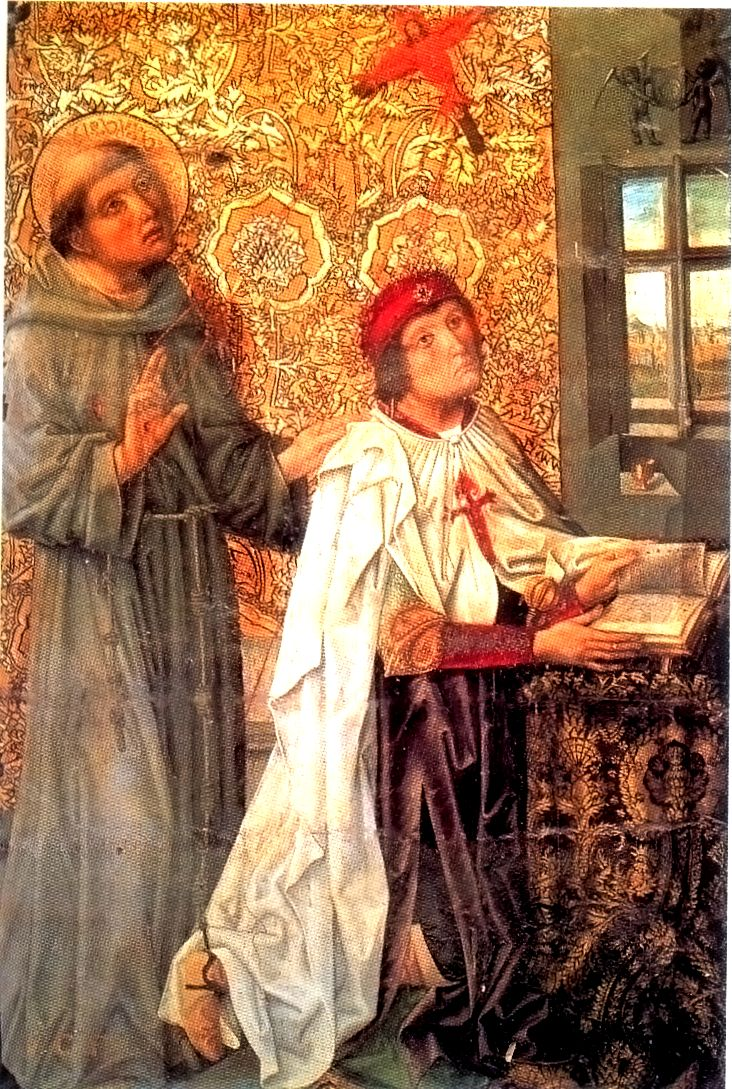
D. Álvaro de Luna vestindo a capa da Ordem e com a cruz de Santiago ao peito, no retábulo de Sancho de Zamora na capela de Santiago na Catedral de Toledo. Foi Grão Mestre da Ordem entre 1445 e 1453.

### Espanha
1. Pedro Fernández de Castro "potestad" (1170-1184)
2. Fernando Díaz (1184-1186)
3. Sancho Fernández de Lemus (1186-1195). Falecido na batalha de Alarcos.
4. Gonzalo Rodríguez (1195-1203)
5. Gonzalo Ordóñez (1203-1204)
6. Suero Rodríguez (1204-1205)
7. Sancho Rodríguez (1205-1206)
8. Fernando González de Marañón (1206-1210)
9. Pedro Arias (1210-1212). Falecido na batalha das Navas de Tolosa.
10. García González de Arauzo (1212-1217)
11. Martín Peláez Barragán (1217-1221)
12. García González de Candamio (1221-1224)
13. Fernán Pérez Chacín (1224-1225)
14. Pedro Afonso de Leão (1225-1226). Supõe-se ser filho ilegítimo de Afonso IX de Leão.
15. Pedro González (1226-1237)
16. Rodrigo Íñiguez (ou Yáñez) (1237-1242)
17. Paio Peres Correia (1242-1275)
18. Gonzalo Ruiz Girón (1275-1280). Faleceu como consequência das feridas recebidas no desastre de Moclín.
19. Pedro Núñez (1280-1286)
20. Gonzalo Martel (1286)
21. Pedro Fernández Mata (1286-1293)
22. Juan Osórez (1293-1311)
23. Diego Muñiz (1311-1318)
24. García Fernández (1318-1327)
25. Vasco Rodríguez de Coronado (1327-1338)
26. Vasco López (1338)
27. Afonso Melendes de Gusmão (1338-1342)
28. Frederico Afonso de Castela (1342-1358)
29. Garci (ou García) Álvarez de Toledo (1359-1366)
30. Gonzalo Mejía (1366-1371)
31. Fernando Osórez (1371-1383)
32. Pedro Fernández Cabeza de Vaca (1383-1384). Morto no cerco de Lisboa.
33. Rodrigo González Mejía (1384). A sua eleição não foi canónica. Morreu no cerco de Lisboa.
34. Pedro Muñiz de Godoy (1384-1385). Morto na batalha de Valverde.
35. García Fernández de Villagarcía (1385-1387)
36. Lorenzo Suárez de Figueroa (1387-1409)
37. Enrique de Aragón (1409-1445)
38. Álvaro de Luna (1445-1453)
39. João II de Castela (1453) Administrador
40. Henrique IV de Castela (1453-1462) Administrador
41. Beltrán de la Cueva (1462-1463)
42. Afonso de Castela (1463-1467)
43. Juan Pacheco (1467-1474)
44. Alonso de Cárdenas (1474-1476 en Leão) (primeira vez)
45. Rodrigo Manrique (1474-1476 en Castela)
46. Fernando o Católico (1476-1477) Administrador
47. Alonso de Cárdenas (1477-1493) (segunda vez)
48. Reis Católicos (1493-...) Administradores. Incorporação definitiva na Coroa de Espanha sob o reinado de Carlos I.

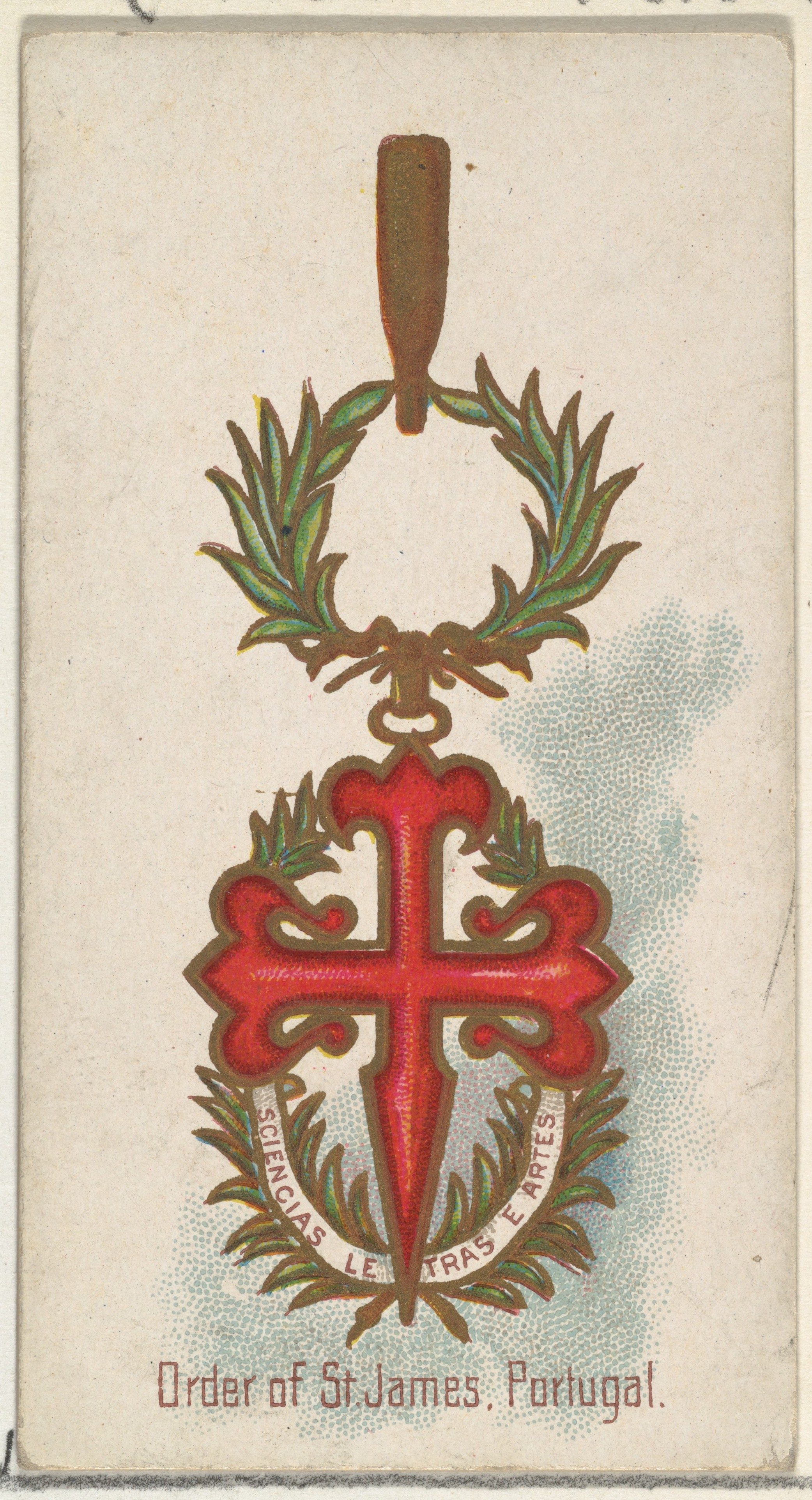
Medalha de condecoração da Ordem, com a Cruz de Santiago

### Portugal
1. D. ... (?-?)
2. D. ... (?-?)
3. D. ... (?-?)
4. D. ... (?-?)
5. D. ... (?-?)
6. D. Paio Peres Correia, Mestre da Ordem de Santiago (1205-1275)
7. D. Gil Fernandes de Carvalho, Senhor do Morgado de Carvalho (?-?)
8. D. Fernando Afonso de Albuquerque, Alcaide-Mor da Guarda (?-1387)
9. D.  Mem Rodrigues de Vasconcelos (1387-?)
10. D. João, Infante de Portugal, 1.º Senhor de Reguengos, Colares e Belas, 3.º Condestável de Portugal (1418-1442)
11. D. Diogo, Infante de Portugal, 2.º Senhor de Reguengos, Colares e Belas, 4.º Condestável de Portugal (1442-1443)
12. D. Fernando, Infante de Portugal,2.º Duque de Viseu, 2. º Senhor da Covilhã, 1.º Duque de Beja e 1.º Senhor de Serpa e Moura (23 de maio de 1444-18 de setembro de 1470)º
13. D. João, 3.º Duque de Viseu, 3.º Senhor da Covilhã, 2.º Duque de Beja e 2.º Senhor de Moura (1470-1472)
14. D. João II, rei de Portugal (1472-1491)
15. D. Jorge de Lancastre, 2.º Duque de Coimbra (1491-1551)

Desde 1551, com a incorporação do mestrado da Ordem na Coroa Portuguesa que o cargo de Mestre é desempenhado pelo chefe de Estado Português.